# Scheirer-Ray-Hare-Test
Der Scheirer-Ray-Hare-Test oder SRH-Test ist ein statistischer Test, mit dem untersucht werden kann, ob eine Messgröße durch zwei oder mehr Faktoren beeinflusst wird. Da er keine Annahmen über die Verteilung der Modellfehler macht, zählt er zu den nichtparametrischen Verfahren. Er ist eine Erweiterung des Kruskal-Wallis-Tests, dem nichtparametrischen Äquivalent für die einfaktorielle Varianzanalyse (englisch analysis of variance, kurz ANOVA), auf die Anwendung für mehr als einen Faktor. Damit stellt er eine nichtparametrische Alternative zur mehrfaktoriellen Varianzanalyse dar. Benannt ist der Test nach James Scheirer, William Ray und Nathan Hare, die ihn 1976 veröffentlichten.

## Testbeschreibung
Der Scheirer-Ray-Hare-Test dient analog zur parametrischen mehrfaktoriellen Varianzanalyse der Untersuchung des Einflusses von zwei verschiedenen Faktoren auf eine Messgröße, für die bezüglich der Faktoren verschiedene Stichproben vorliegen. Mit dem Test können wie mit der parametrischen Varianzanalyse die Nullhypothesen untersucht werden, dass jeweils die beiden untersuchten Faktoren keinen Einfluss auf den Lageparameter der Stichproben und damit auf die Messgröße haben, und dass zwischen beiden Faktoren keine Interaktionen bestehen. Ein p-Wert von kleiner als 0,05 für eine oder mehrere dieser drei Hypothesen führt zu deren Ablehnung. Wie bei vielen anderen nicht-parametrischen Verfahren beruht die Analyse bei diesem Verfahren auf der Auswertung der Ränge der Werte in den Stichproben anstelle der tatsächlichen Beobachtungswerte. Durch Modifikationen ist auch eine Erweiterung des Tests auf die Untersuchung von mehr als zwei Faktoren möglich.
Die Teststärke des Scheirer-Ray-Hare-Tests, also die Wahrscheinlichkeit, ein statistisch signifikantes Ergebnis auch tatsächlich zu finden, ist deutlich geringer als bei der parametrischen mehrfaktoriellen Varianzanalyse, so dass er im Vergleich beider Verfahren als konservativer gilt. Aus diesem Grund, und weil das Verfahren später beschrieben wurde als die meisten anderen parametrischen und nicht-parametrischen Tests zur Varianzanalyse, hat er in Lehrbüchern und in Software zur statistischen Datenanalyse bisher wenig Verbreitung gefunden. Mit Computerprogrammen, die eine Funktion zur parametrischen mehrfaktoriellen Varianzanalyse enthalten, ist jedoch mit zusätzlichem manuellen Aufwand auch eine Berechnung des Scheirer-Ray-Hare-Tests möglich.
Da der Scheirer-Ray-Hare-Test lediglich eine Aussage zur Unterschiedlichkeit aller betrachteten Stichproben macht, ist es sinnvoll, einen Post-hoc-Test durchzuführen, der die einzelnen Stichproben paarweise vergleicht.

## Alternative Verfahren
Das parametrische Alternativverfahren zum Scheirer-Ray-Hare-Test ist die mehrfaktorielle Varianzanalyse, bei der allerdings eine Normalverteilung und Varianzhomogenität der Daten innerhalb der Stichproben Voraussetzung ist. Der Kruskal-Wallis-Test, von dem sich der Scheirer-Ray-Hare-Test ableitet, dient im Gegensatz zu diesem zur Untersuchung des Einflusses von genau einem Faktor auf die Messgröße. Ein nicht-parametrischer Test zum Vergleich von genau zwei ungepaarten Stichproben ist der Wilcoxon-Mann-Whitney-Test.